# Recupero dati
Il recupero dati (in inglese data recovery), in informatica, consiste nel ri-ottenimento di dati da supporti di memoria quando fossero stati precedentemente danneggiati, corrotti o indisponibili.

## Caratteristiche
Il recupero dei dati è una delle più rilevanti operazioni di sicurezza delle informazioni: esistono metodologie e strumenti impiegabili per attuare questa disciplina.
I supporti di memoria che possono essere sottoposti a recupero sono in pratica tutti i supporti di memorizzazione dei dati (memorie primarie e memorie di massa), e tra i più comuni vi sono: dischi rigidi (detti anche hard disk), supporti removibili USB (chiave USB), schede di memoria, floppy, CD, DVD, nastri, supporti magneto-ottici e, ovviamente, i sistemi complessi di archiviazione professionale (quali i NAS).
I danni dei supporti possono essere di tipo fisico, oppure di tipo logico (a livello software), e possono provocare improvvisi arresti o indisponibilità del sistema e/o dei dati. Nel campo delle indagini giudiziarie, il procedimento consiste nel recupero di materiale precedentemente transitato e/o cancellato, su computer di persone sottoposte ad indagini.
Alcune applicazioni o autori usano il termine recovery per intendere il ripristino del sistema e, invece, usano il termine restore per intendere il recupero delle informazioni (indipendentemente dal sistema). Reset è, invece, usato per intendere la reimpostazione e resume corrisponde alla ripresa di un servizio o di un apparato.
Gli scenari più comuni di recupero dei dati includono il guasto del sistema operativo, il guasto del dispositivo di archiviazione, il guasto dell'archiviazione logica, il danneggiamento o l'eliminazione accidentale, ecc. In questo caso, l'obiettivo finale è quello di copiare tutti i file importanti dal supporto danneggiato a un'altra unità nuova. È possibile farlo con un Live-CD o un DVD avviando direttamente da un'unità ROM o USB al posto dell'unità danneggiata. Molti Live-CD o DVD consentono di montare il disco di sistema e i dischi di backup o i supporti rimovibili e di spostare i file dal disco di sistema al supporto di backup utilizzando un file manager o programmi di creazione di dischi ottici. In questi casi, spesso i problemi possono essere evitati partizionando il disco e memorizzando in modo permanente i file importanti (o le loro copie) in una partizione diversa da quella dei file di sistema del sistema operativo da sostituire. 
Un altro scenario prevede un guasto a livello di unità, come il danneggiamento del file system o della partizione dell'unità, o un guasto del disco rigido. In entrambi i casi, i dati non possono essere letti facilmente dal supporto. A seconda della situazione, le soluzioni possono includere la ricostruzione del file system logico, della tabella delle partizioni o del master boot record, nonché l'aggiornamento del firmware dell'unità o metodi di recupero, che vanno dalla riparazione software dei dati danneggiati alla riparazione hardware e software delle aree di servizio danneggiate (note anche come "firmware" dell'unità disco) e alla sostituzione dell'unità fisicamente danneggiata, consentendo l'estrazione dei dati su una nuova unità. Se è necessario recuperare un disco, di solito il disco stesso è permanentemente guasto e l'attenzione si concentra sul recupero una tantum e sulla conservazione di tutti i dati che possono essere considerati come un'operazione di recupero.

## Tipologie di danno oggetto di intervento

### Danno logico

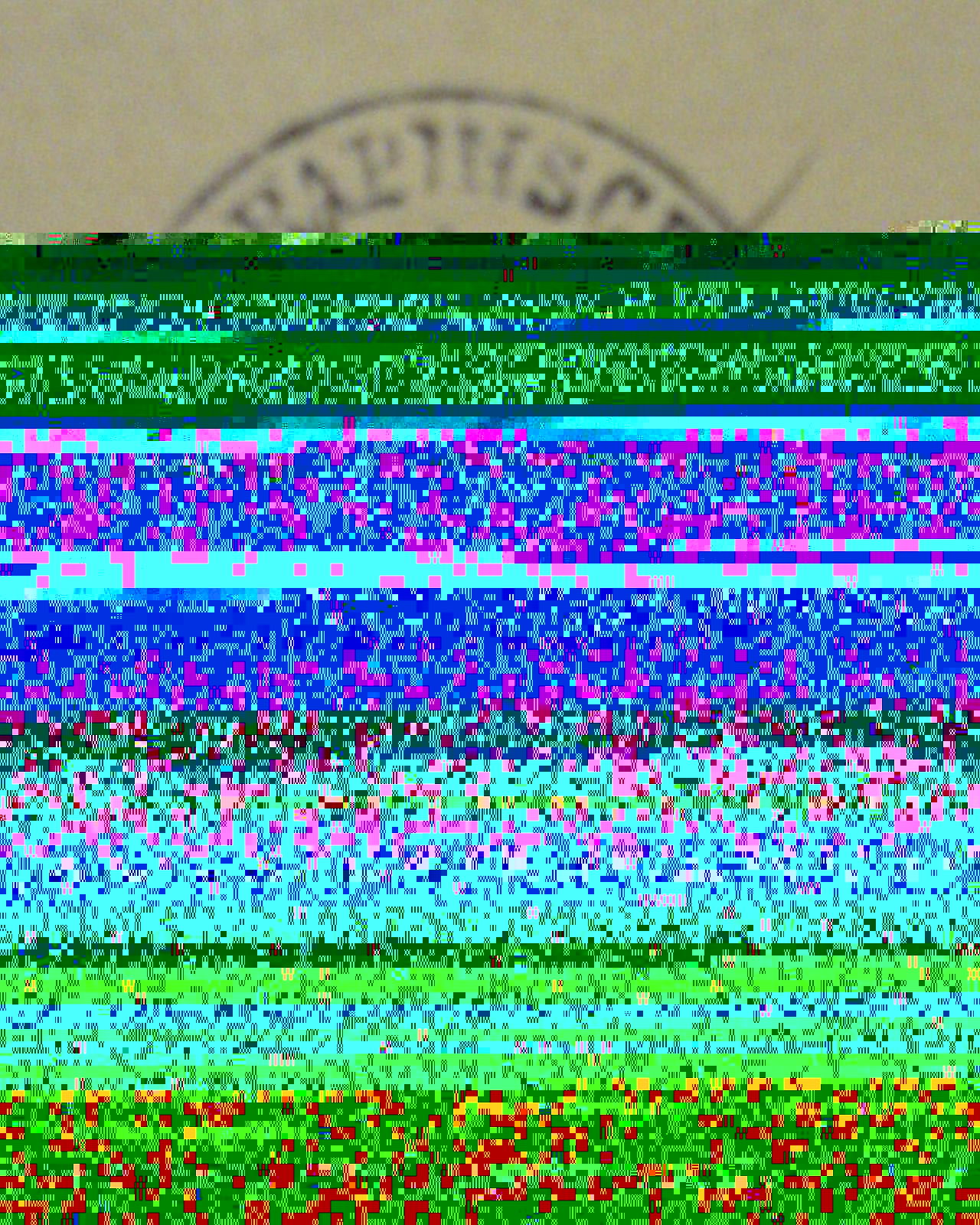
Foto che non si è riusciti a recuperare correttamente da un disco rigido

In molti casi il danno che comporta la perdita di dati è di tipo logico, cioè è legato al sistema logico di memorizzazione ovvero il file system (vedi chkdsk e fsck per il recupero), ad errori dell'operatore o altro e non comporta un difetto fisico del supporto. Esso continua a funzionare normalmente, può essere riusato, ma i dati non sono più raggiungibili.
Diverse le cause, spesso legate al tipo di supporto. In quelli rimovibili tipicamente la perdita dei dati può essere causata da estrazione o scollegamento del supporto prima che siano stati effettivamente scritti i dati. Ciò è particolarmente frequente nei dispositivi digitali connessi tramite USB. In questi casi i dati non sono recuperabili in quanto non sono mai pervenuti nel supporto. Stesso dicasi per masterizzazioni di CD o DVD interrotte.
È invece possibile il recupero di dati in caso di cancellazione per errore. In questo caso è fondamentale agire correttamente e rapidamente, poiché il sistema operativo riusa molto velocemente gli spazi resi di nuovo disponibili. Anche in caso di malfunzionamenti del sistema operativo il recupero risulta probabile. 
Modificare il supporto, installare software di recupero nel disco in cui i dati sono persi è un'operazione sconsigliata per l'alto rischio di sovrascrivere le locazioni di memoria contenenti i dati persi. Le operazioni di recupero vanno svolte da personale addestrato a farlo o da ditte specializzate. È possibile utilizzare software specifici di recupero dati, purché si seguano attentamente le istruzioni e le avvertenze sopra citate.

### Danno fisico
In caso di danno fisico è raro invece che un intervento software sia risolutivo. Il danno fisico di solito si manifesta con blocchi della lettura, impossibilità completa di accesso al supporto, rumori anomali, bruciatura di componenti. Usualmente, gli interventi volti al recupero non sono alla portata dell'utente comune. Il recupero è possibile in ditte specializzate dotate di attrezzature specifiche e laboratori dotati di ambienti protetti (camera bianca).

## Operazioni sui supporti
A seconda del tipo di supporto la casistica e quindi il tipo di intervento differisce. Vanno almeno distinti i seguenti casi e problematiche:

### Supporti a memorizzazione digitale
Questi supporti hanno la loro principale caratteristica nell'assenza di parti in movimento. I dati vengono registrati in memorie digitali non volatili (flash memory). Sono quindi diffusi problemi nell'elettronica di memorizzazione o di controllo. In questi casi se il chip di memoria è ancora integro i dati possono essere estratti da esso e ricostruiti tramite specifici algoritmi software.

### Supporti a memorizzazione ottica
Questi supporti vengono letti da un raggio laser che percepisce il dato [binario] (1/0) a seconda della riflessione o non riflessione del raggio in modo inverso al loro processo di scrittura. Ne consegue che la pulizia del dispositivo di lettura e del supporto stesso è fondamentale. La rottura completa del supporto comporta molto spesso l'impossibilità di recupero, per difficoltà di allineamento delle tracce dati. Rotture parziali possono invece consentire il recupero. Graffi profondi possono essere eliminati tramite lucidatura meccanica, ma dipende dallo strato di materiale plastico presente sul fondo del disco, più alto nei dischi originali, meno nei masterizzati.

### Supporti magnetici
Questi dispositivi memorizzano i dati su un substrato magnetico, in movimento rotatorio o lineare. Ne consegue che è importante preservare i supporti da campi magnetici e mantenere la pulizia dei supporti e dei lettori. Ciò è particolarmente vero nei floppy, ZIP, DAT e cassette in genere. In questi supporti il supporto magnetico non è in un contenitore sigillato e a lungo andare particelle di polvere possono penetrare alterando e degradando le caratteristiche magnetiche. Questi supporti sono anche molto sensibili alle condizioni di conservazione, ed alte temperature, esposizione diretta alla luce solare, campi magnetici (schermi video, telefonini e simili) possono modificare il supporto ed impedire la corretta lettura dei dati. In questi casi, oltre alla pulizia del supporto e del lettore, l'utente comune può fare poco altro.

#### Disco rigido
Discorso a parte meritano i dischi rigidi (detti anche hard disk); questi memorizzano i dati su uno o più piatti magnetici racchiusi in un contenitore metallico in cui l'aria presente viene altamente filtrata. I dati vengono letti e scritti sui piatti in rotazione da testine magnetiche che operano sulle due facce dei piatti, volando a pochi nanometri dalla superficie. Il tutto è comandato da un'elettronica di controllo. Va da sé che un disco rigido rappresenta il supporto più complesso, ed anche quello con più grande capacità di memorizzazione, giunta a 6 TB per supporto.
Il danno fisico e conseguente perdita di dati può manifestarsi a carico dei suoi vari componenti e quindi:
1. Problemi all'elettronica di comando, comprendente CPU, driver del motore, logica di lettura dei dati, preamplificazione dei segnali provenienti dalle testine, attuatore del movimento del braccio di lettura.
2. Problemi nel firmware presente nell'elettronica di comando e/o nel disco stesso
3. Problemi nelle testine di lettura e/o nel braccio di lettura
4. Problemi nel motore di rotazione dei piatti
5. Problemi nei piatti magnetici, decadimento o alterazione (graffi, righe) degli stessi

Per effettuare il recupero dati è necessario rimettere il disco rigido in condizione di funzionare anche momentaneamente. Ciò può essere ottenuto mediante la riparazione o sostituzione di alcuni componenti (elettronica, motore, testine), la riprogrammazione e correzione del firmware disco che “accoppia” card elettronica al disco. L'apertura del contenitore dei piatti deve essere effettuata in ambiente controllato (camera bianca) per impedire che particelle di polvere o altri contaminanti danneggino la superficie magnetica. La manipolazione dei piatti deve inoltre impedire che l'orientamento angolare tra piatti e motore e tra i piatti stessi vari anche di pochi micron, pena la perdita definitiva dei dati, che vengono memorizzati sequenzialmente sui vari piatti.
Ne consegue che il recupero dei dati può essere effettuato solo da personale competente o ditte specializzate che posseggano un'adeguata attrezzatura elettronica, strumenti meccanici di alta precisione, hardware e software dedicato per la riprogrammazione del firmware ed il pilotaggio dei dischi in “factory mode”, un ambiente che permetta la lavorazione all'interno dei dischi senza contaminazione di agenti esterni.

## Programmi utilizzabili
Alcuni programmi per effettuare il recupero] di file sono Recuva, EaseUS Data Recovery Wizard e Undelete360, in ambito freeware ed open source c'è invece TestDisk.